# 소갑
소갑(小甲)은 상나라의 8대 군주이다. 태어날 때의 이름은 자고(子高)이다. 
사마천의 사기에 의하면 형인 태강의 뒤를 이어 상나라의 7대 군주가 되었다. 정사(丁巳)년에 즉위하였고 박(亳)을 수도로 삼았다. 17년간 통치하였고 소갑이라는 시호를 받았고 동생인 옹기가 뒤를 이었다. 
은허에서 발굴된 갑골문에 따르면 대경(大庚)의 뒤를 이어 상나라의 6대 군주가 되었고 조카인 대무(大戊)가 뒤를 이었다고 한다. 